# Пламб, Майкл
Джон Майкл Пламб (англ. John Michael Plumb, род. 28 марта 1940, Айслип, Нью-Йорк) — американский конник, чемпион и призёр Панамериканских игр, призёр чемпионатов мира, чемпион и призёр летних Олимпийских игр, участник семи Олимпиад.

## Биография
Первой Олимпиадой, в которой участвовал Пламб, были летние Олимпийские игры 1960 года в Риме. На этих Играх Пламб занял 15-е место в индивидуальном зачёте. Команда США в этом виде также осталась далеко за чертой призёров.
На следующей летней Олимпиаде в Токио Пламб завоевал свою первую олимпийскую награду — серебряную медаль в командном зачёте. В индивидуальных соревнованиях он снова занял 15-е место.
На Олимпиаде в Мехико Пламб завоевал ещё одно серебро в командном зачёте, а в индивидуальном поднялся на одну строчку выше, чем на предыдущей Олимпиаде. Примерно такие же результаты он показал на следующей Олимпиаде в Мюнхене: 20-е место в личном зачёте и второе место — в командном. Летняя Олимпиада 1976 года в Монреале стала для Пламба самой успешной — он завоевал серебро в личном зачёте, а в командном зачёте команда США стала олимпийским чемпионом.
Пламб пропустил летнюю Олимпиаду 1980 года в Москве из-за бойкота этих Игр США. В числе других 460 американских спортсменов, лишённых возможности участия в московской Олимпиаде, он был награждён Золотой медалью Конгресса США.
На домашней Олимпиаде в Лос-Анджелесе Пламб завоевал свою последнюю олимпийскую награду — золото в командном зачёте. В личном зачёте он занял 10-е место. На своей последней Олимпиаде в Сеуле Пламб, как и на первой, наград не завоевал: в личном зачёте он остался далеко за чертой призёров, а команда США заняла 10-е место.
Пламб десять раз признавался лучшим конником США.
Супруга Пламба Доннан также занималась конным спортом, была участницей летних Олимпийских игр 1968 года в Мехико. Брак впоследствии распался.